# Dunckerocampus naia
Dunckerocampus naia és una espècie de peix de la família dels singnàtids i de l'ordre dels singnatiformes.

## Morfologia
- Les femelles poden assolir 11,98 cm de longitud total.[4]

## Hàbitat
És un peix marí i de clima tropical que viu entre 23-32 m de fondària.

## Distribució geogràfica
Es troba a Fiji.